# Звонимир Микулич
Звонимир Микулич (на хърватски: Zvonimir Mikulić) е хърватски футболист, който играе на поста вратар.

## Кариера
На 12 януари 2021 г. Микулич е обявен за ново попълнение на софийския Левски. Дебютира на 14 февруари при победата с 2:0 като домакин на Монтана.

### Хебър
На 4 януари 2023 г. Звонимир подписва с пазарджишкия Хебър. Прави дебюта си на 11 февруари при загубата с 2:0 като гост на ЦСКА 1948.

## Успехи
Шериф
- Национална дивизия на Молдова (3): 2017, 2018, 2019
- Купа на Молдова (1): 2019